# Cour-Maugis sur Huisne
Cour-Maugis sur Huisne is een gemeente in het Franse departement Orne (regio Normandië). De plaats maakt deel uit van het arrondissement Mortagne-au-Perche. Cour-Maugis sur Huisne is op 1 januari 2016 ontstaan door de fusie van de gemeenten Boissy-Maugis, Courcerault, Maison-Maugis en Saint-Maurice-sur-Huisne.